# Союз ТМ-1
Союз ТМ-1 — радянський безпілотний космічний корабель (КК) серії «Союз ТМ», типу 7К-СТ, індекс ГРАУ 11Ф732. Серійний номер 51Л. Реєстраційні номери: NSSDC ID: 1986-035A; NORAD ID: 16722.
Здійснено перший політ корабля серії «Союз ТМ» до орбітальної станції Мир.
Під час польоту корабля Союз ТМ-1 тривали польоти: ТКС-3 (транспортний корабель постачання) Космос-1686, вантажного корабля Прогрес-26, пілотованого корабля Союз Т-15.

## Параметри польоту
- Маса корабля — 7020 кг
- Нахил орбіти — 51,6°
- Орбітальний період — 88,7 хвилини
- Апогей — 224 км
- Перигей — 195 км

## Хронологія польоту
| Дата      | Час (UTC) | Подія | Схема                    | Схема                        |
| --------- | --------- | --- | ------------------------ | ---------------------------- |
| 1986 рік  |           | |                          |                              |
| 21 травня | 08:21:51  | З космодрому Байконур ракетою-носієм Союз-У2 (11А511У2) запущено космічний корабель Союз ТМ-1 без екіпажу.                           | Мир+Прогрес-26           | СоюзТ-15+Салют-7+Космос-1686 |
| 23 травня | 10:11:45  | Стикування космічного корабля Союз ТМ-1 без екіпажу до переднього стикувального порту базового блоку комплексу Мир — Прогрес-26.     | Союз ТМ-1+Мир+Прогрес-26 | СоюзТ-15+Салют-7+Космос-1686 |
| 28 травня | 05:43     | Початок першого виходу космонавтів Кизима і Соловйова зі станції Салют-7 у відкритий космос.                                         | Союз ТМ-1+Мир+Прогрес-26 | СоюзТ-15+Салют-7+Космос-1686 |
| 28 травня | 09:33     | Закінчення першого виходу космонавтів Кизима і Соловйова зі станції Салют-7 у відкритий космос тривалістю 3:50.                      | Союз ТМ-1+Мир+Прогрес-26 | СоюзТ-15+Салют-7+Космос-1686 |
| 29 травня | 09:22:45  | Відстикування космічного корабля Союз ТМ-1 без екіпажу від переднього стикувального порту базового блоку комплексу Мир — Прогрес-26. | Мир+Прогрес-26           | СоюзТ-15+Салют-7+Космос-1686 |
| 30 травня | 04:26     | Гальмівний імпульс космічного корабля Союз ТМ-1 без екіпажу.                                                                         | Мир+Прогрес-26           | СоюзТ-15+Салют-7+Космос-1686 |
| 30 травня | 05:18:08  | Посадка космічного корабля Союз ТМ-1 без екіпажу.                                                                                    | Мир+Прогрес-26           | СоюзТ-15+Салют-7+Космос-1686 |